# Хелмут Кол
Хелмут Јозеф Михаел Кол (Лудвигсхафен на Рајни, 3. април 1930 — Лудвигсхафен на Рајни, 16. јун 2017) био је немачки политичар и државник. Био је канцелар Западне Немачке (1982—1990) и уједињене Немачке (1990—1998). Након Ота фон Бизмарка је, са 16 година на месту канцелара Немачке, рекордер по дужини службе на тој позицији. Са 30 година је ушао у парламент. Године 1969. постао је председник своје области, а 1973. изабран је за председника CDU-а. Године 1982. именован је канцеларом СР Немачке, а 1989. покренуо иницијативе за уједињење две Немачке. На месту канцелара је био пуних 16 година, а наследио га је Герхард Шредер. Бивши амерички председник Џорџ Буш га је описао као „највећег европског лидера друге половине двадесетог века“..
Рођен 1930. у Лудвигсхафену на Рајни у римокатоличкој породици, Кол се придружио Хришћанско-демократској унији 1946. са 16 година. Докторирао је историју на Универзитету у Хајделбергу 1958. године, и пре него што је постао политичар са пуним радним временом радио је као пословни директор. Био је изабран за најмлађег члана парламента Рајна-Палатината 1959. године, а од 1969. до 1976. био је министар председник државе Рајна-Палатинат. Током 1960-их и раних 1970-их сматран је прогресивним политичаром унутар CDU-а, а изабран је за националног председника странке 1973. Након што је постао партијски лидер, Кол је све више сматран конзервативнијом личношћу. На савезним изборима 1976. и 1980. његова партија је остварила добре резултате, али је социјал-либерална влада социјалдемократа Хелмута Шмита успела да остане на власти. Након што је Шмит 1982. изгубио подршку либералног -а, Кол је изабран за канцелара конструктивним изгласавањем неповерења, формирајући коалициону владу са FDP-ом. Кол је председавао Групом седам 1985. и 1992. године.
Као канцелар, Кол је био посвећен европској интеграцији, а посебно француско-немачким односима; такође је био чврст савезник Сједињених Држава и подржавао је Реганову агресивнију политику како би се ослабио Совјетски Савез. Након Револуција 1989. године, његова влада је одлучно поступила, што је кулминирало поновним уједињењем Немачке 1990. Кол и француски председник Франсоа Митеран били су архитекти Мастришког уговора којим је основана Европска унија (ЕУ) и евро валута. Кол је такође био централна личност у источном проширењу Европске уније, а његова влада предводила је напоре за међународно признање Хрватске, Словеније и Босне и Херцеговине када су те државе прогласиле независност. Он је одиграо кључну улогу у решавању рата у Босни. Домаћа Колова политика из 1990. била је усредсређена на интеграцију бивше Источне Немачке у уједињену Немачку, и он је преселио савезну престоницу из „привременог главног града“ Бона назад у Берлин, иако он тамо никада није боравио јер су владине канцеларије пресељене тек 1999. Кол је такође знатно повећао федералну потрошњу за уметност и културу. Након што је постао канцелар, Кол је постао почасни председник CDU-а 1998. године, али је поднео оставку на ту функцију 2000. године због скандала са донацијама CDU-а који му је нарушио углед у земљи.
Кол је 1988. године добио награду Карла Великог и шефови држава или влада Европе су га 1998. прогласили почасним грађанином Европе. Након његове смрти, Кол је почаствован Првим европским државним чином у Стразбуру. Кола су амерички председници Џорџ Х. В. Буш и Бил Клинтон описали као „највећег европског вођу друге половине 20. века”.

## Живот

### Младост и образовање
Хелмут Кол рођен је 3. априла 1930. у Лудвигсхафену на Рајни (тада у Баварској, сада у Рајна-Палатинату). Он је био је треће дете Ханса Кола (6. јануар 1887. - 20. октобар 1975), ветерана Баварске војске и државног службеника, и његове супруге Цецилије (рођена Шнур; 17. новембар 1891 - 2. август 1979).
Колова породица је била конзервативна и католичка, и остала је лојална Партији католичког центра пре и после 1933. Његов старији брат умро је у Другом светском рату као тинејџерски војник. Са десет година, Кол је био обавезан, као и већина деце у Немачкој у то време, да се придружи Дојчес Јунгфолку, делу Хитлерове омладине. Са 15 година, 20. априла 1945, само неколико дана пред крај рата, Кол је заклео Хитлеровој омладини пред вођом Артуром Ахманом, у граду Берхтесгаден, јер је чланство било мандаторно за све дечаке његовог узраста. Кол је такође 1945. године позван на служење војног рока; мада није учествовао ни у једној борби, што је касније назвао „милосрђе касног рођења“ (немачки: Gnade der späten Geburt).
Кол је похађао Рупректову основну школу, и наставио школовање у Макс-Планковој гимназији. Након што је матурирао 1950. године, Кол је почео да студира право у Франкфурту на Мајни, провевши два семестра путујући између Лудвигсхафена и Франкфурта. Овде је Кол између осталих присуствовао предавањима Карла Шмида и Валтера Халстајна. Кол је 1951. прешао на Универзитет у Хајделбергу, где је студирао историју и политичке науке. Кол је први у својој породици похађао универзитет.

### Живот пре политике
Након што је дипломирао 1956. године, Кол је постао сарадник на Институту Алфред Вебер на Хајделбершком универзитету под Долфом Стернбергером, где је био активан члан студентског друштва AIESEC. Кол је 1958. године докторирао историју за својом дисертацијом Die politische Entwicklung in der Pfalz und das Wiedererstehen der Parteien nach 1945 („Политички развој у Палатинату и реконструкција политичких партија након 1945”), под надзором историчара Валтера Петера Фјукса. Након тога, Кол се запослио, прво као помоћник директора ливнице у Лудвигсхафену, а затим, априла 1960. године, као управник Индустријског синдиката за хемију у Лудвигсхафену.

### Рана политичка каријера
Године 1946, Кол се придружио недавно основаној CDU, постајући пуноправни члан када је напунио 18 година 1948. године. Године 1947, Кол је био један од саоснивача подружнице Омладинске уније у Лудвигсхафену, омладинске организације CDU-а. Године 1953, Кол се придружио управном одбору палатинатног огранка CDU-а. Године 1954, Кол је постао потпредседник Омладинске уније у Рајна-Палатинату, и био је члан одбора до 1961.
У јануару 1955, Кол се кандидовао за место у одбору CDU-а Рајна-Палатинат, изгубивши тек тесно од државног министра за породична питања Франз-Јосефа Вурмелинга. Кол је и даље био у прилици да заузме место у одбору, где га је послала његова локална страначка делегација као делегата. Током својих првих година у странци, Кол је настојао да је отвори према младој генерацији, клонећи се блиских односа са црквама.